# Khemis Miliana
Pour les articles homonymes, voir Khemis et Miliana.
 (janvier 2011).
Si vous disposez d'ouvrages ou d'articles de référence ou si vous connaissez des sites web de qualité traitant du thème abordé ici, merci de compléter l'article en donnant les références utiles à sa vérifiabilité et en les liant à la section « Notes et références ».
Khemis Miliana (en arabe : خميس مليانة), avant 1963 Affreville, est une commune dans la wilaya d'Aïn Defla en Algérie. Elle est située à 20 km à l'est d'Aïn Defla, à 115 km à l'ouest d'Alger, 68 km de Blida, 50 km de Médéa et de 86 km de Chlef. Sa population est d'environ 200 000 habitants.

## Géographie

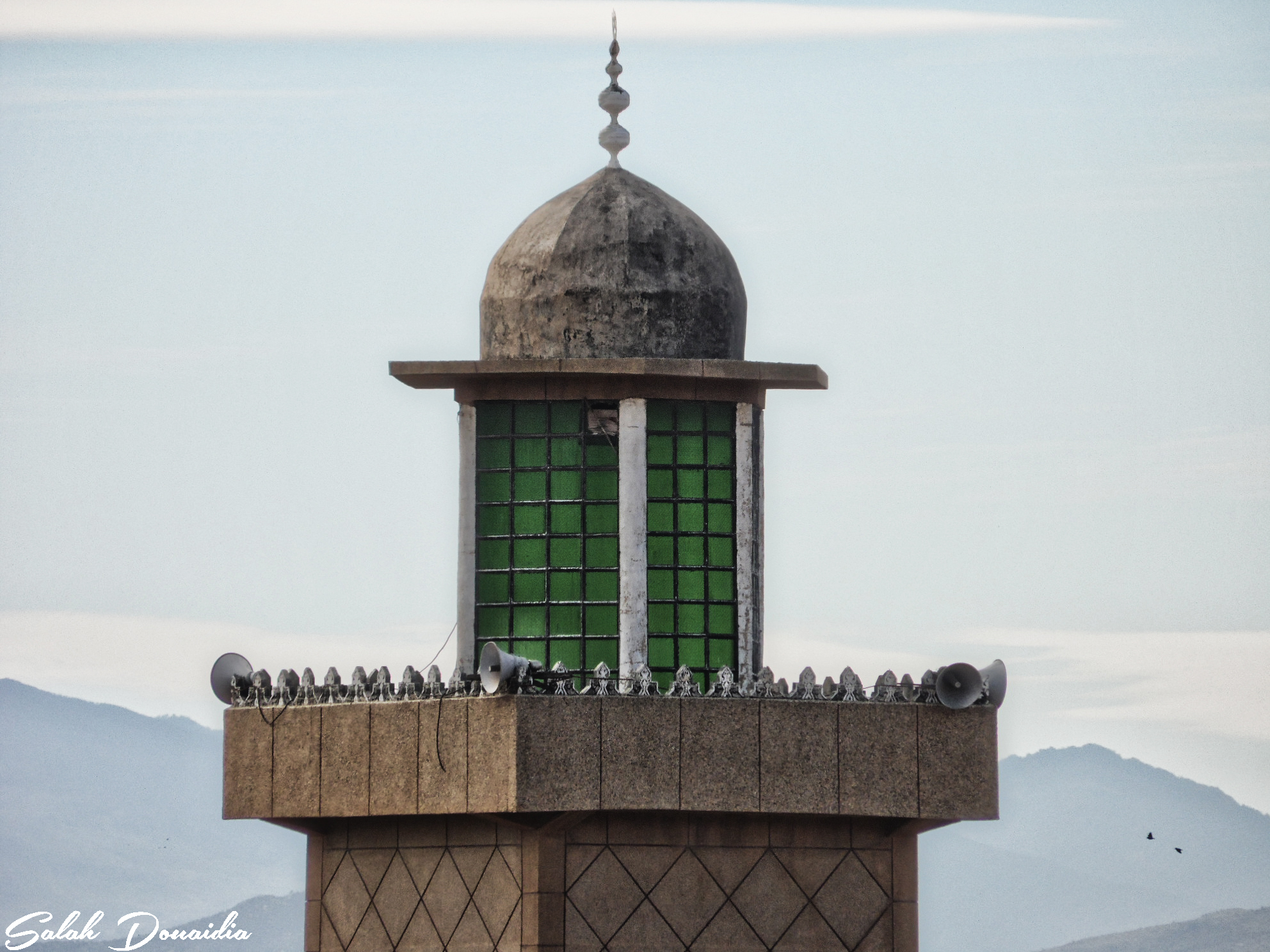
Khemis Miliana, mosquée El-Atik Khemis Miliana

### Localisation
Khemis-Miliana a une situation géostratégique importante. Elle est traversée par la route nationale 4 et l'autoroute Est-Ouest. Une autoroute reliera la ville de Khemis-Miliana à celle de Bouira en passant par Berrouaghia. Ce projet vise à atténuer la pression sur l'Algérois et la Mitidja. Désormais, ceux qui se rendent d'est en ouest, et vice versa, ne seront plus obligés de passer par la capitale.
| Ben Allal        | Miliana          | Aïn Torki                  |
| Sidi Lakhdar     | Khemis Miliana   | Aïn Soltane                |
| Bir Ould Khelifa | Bir Ould Khelifa | Aïn Soltane , Aïn Lechiekh |

### Climat
Le climat est chaud et sec en été et froid en hiver. 
| Mois                     | jan. | fév. | mars | avril | mai | juin | jui. | août | sep. | oct. | nov. | déc. | année |
| ------------------------ | ---- | ---- | ---- | ----- | --- | ---- | ---- | ---- | ---- | ---- | ---- | ---- | ----- |
| Température moyenne (°C) | 8    | 9    | 11   | 13    | 17  | 22   | 26   | 26   | 22   | 17   | 12   | 9    | 16    |
| Précipitations (mm)      | 134  | 110  | 95   | 76    | 48  | 16   | 3    | 6    | 28   | 63   | 89   | 109  | 777   |

## Histoire

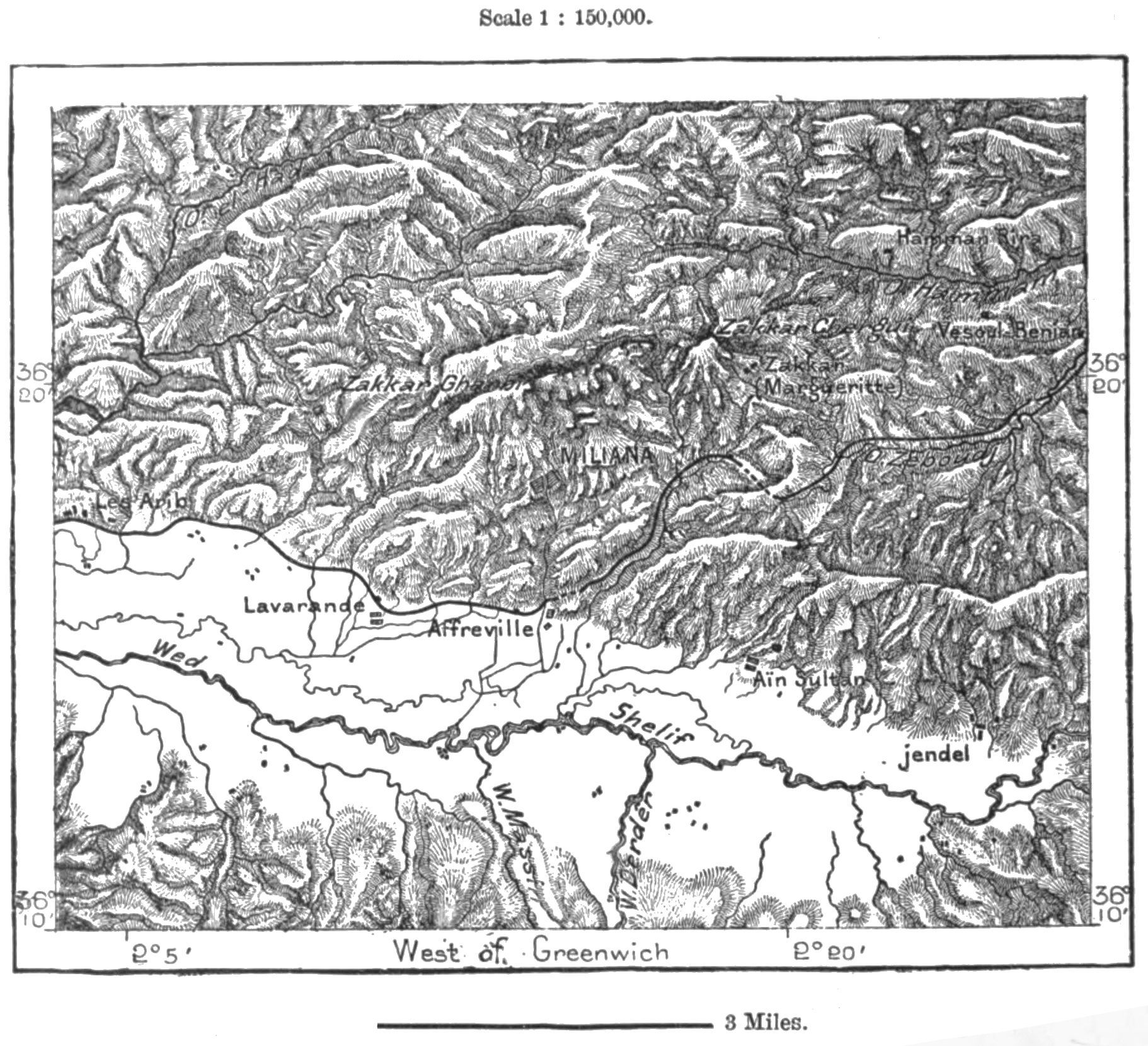
Carte datant de 1891 et mentionnant Affreville.

En 1848, l'administration coloniale française décide de donner à ce hameau, le nom d'Affreville, du nom de Denys Affre, archevêque de Paris, mort sur les barricades. En 1872, le village devient une commune en plein exercice. En 1948, la ville est peuplée de 12 061 habitants (dont 2 082 Européens).
Khemis-Miliana prend son nom actuel en 1963, année durant laquelle la ville accueille la première foire internationale d'Algérie.

## Personnalités liées à la commune
- Abdelkader Mesli, imam de la Grande Mosquée de Paris qui sauva entre 500 et 1600 juifs pendant la Shoah.
- M'Hamed Bougara, militant indépendantiste de la guerre d'Algérie, commandant de la Wilaya IV, y est né.
- Melki Abdelkader, militant de la guerre d'Algérie (aux côtés de M'Hamed Bougara) . Après  l’indépendance de l’Algérie , il fut désigné Maire de la commune de Khemis Miliana par le président Houari Boumédiène.
- Mohamed Gherainia, dit « le Prince », tirailleur français décédé à Slobozia (Roumanie) durant la Première Guerre mondiale, y est né.
- Mohammed El Kebir, anime le comité de chômeurs mis en place par le MTLD et prend la présidence de celui d’Affreville (actuellement Khemis-Miliana).
- Zohra bent wkil (épouse Bellague Salah),  militante aguerrie,  elle abritait les combattants algériens à son domicile à Dardara.
- Houria Niati, artiste, y est née en 1948.
- Cheb Akil, chanteur de raï, décédé en 2013.
- Gilbert Parazols (1903-1974), résistant français, compagnon de la Libération y est né.